# Каряка (приток Кармасана)
Каряка — река в России, протекает по территории Кушнаренковского района Республики Башкортостан. Длина реки — 38 км, площадь водосборного бассейна — 267 км².
Начинается у леса Башталинского, течёт в общем восточном направлении через населённые пункты Сюльтюп, Каратяки, Старотукмаклы, Угузево, Казарма, Воецское, Верхнеакбашево, Среднеакбашево, Нижнеакбашево. В верховьях протекает по оврагу с крутыми склонами. Устье реки находится в 38 км по левому берегу реки Кармасан. Ширина реки вблизи устья — 25 метров, глубина — 1,2 метра.
Основные притоки — Письмен (пр), Шарлык (пр).

## Данные водного реестра
По данным государственного водного реестра России относится к Камскому бассейновому округу, водохозяйственный участок реки — Белая от города Уфа до города Бирск, речной подбассейн реки — Белая. Речной бассейн реки — Кама.